# Alegeri legislative în Portugalia, 1976
Alegerile legislative în Portugalia au avut loc în 25 aprilie, la un an după alegerile anterioare și la doi ani după "Carnation Revolution". Cu o nouă Constituție aprobată, principalul obiectiv al țării a fost refacerea economică și consolidarea cuceririlor democratice.
Alegerile au fost câștigate din nou de Partidul Socialist și Mario Soares, liderul partidului, a devenit primul ministru la prima alegere guvernamentală în 23 iulie. Lipsa majorității socialiste a forțat partidul să formeze o neașteptată coaliție cu Centrul Social Democratic. Natura unei astfel de coaliție, între un partid care apără modul socialist și cei care au votat împotriva Constituției datorită influențelor socialiste, a surprins votanții portughezi și a marcat începutul în partea de dreapta a Partidului Socialist care va fi atacat de stânga datorită măsurilor noului guvern împotriva cuceririlor, în principal reforma agrară.
Partidul Social Democrat a fost al doilea partid votat, iar Partidul Comunist Portughez a înregistrat o creștere relevantă a numărului de voturi și influență crescută în partea de sud a țării. 
Partidele care au participat la alegeri și liderii:
- Partidul Comunist Portughez  (PCP), Alvaro Cunhal
- Partidul Socialist Portughez (PS), Mario Soares
- Partidul Social Democrat (PSD), Francisco Sa Carneiro
- Centrul Social Democrat (CDS), Freitas do Amaral.